# LIPI
LIPI (англ. Lipase I) – білок, який кодується однойменним геном, розташованим у людей на довгому плечі 21-ї хромосоми. Довжина поліпептидного ланцюга білка становить 460 амінокислот, а молекулярна маса — 52 992.
| 10         |  | 20         |  | 30         |  | 40         |  | 50         |
| ---------- |  | ---------- |  | ---------- |  | ---------- |  | ---------- |
| MRVYIFLCLM |  | CWVRSDNKRP |  | CLEFSQLSVK |  | DSFRDLFIPR |  | IETILMMYTR |
| NNLNCAEPLF |  | EQNNSLNVNF |  | NTQKKTVWLI |  | HGYRPVGSIP |  | LWLQNFVRIL |
| LNEEDMNVIV |  | VDWSRGATTF |  | IYNRAVKNTR |  | KVAVSLSVHI |  | KNLLKHGASL |
| DNFHFIGVSL |  | GAHISGFVGK |  | IFHGQLGRIT |  | GLDPAGPRFS |  | RKPPYSRLDY |
| TDAKFVDVIH |  | SDSNGLGIQE |  | PLGHIDFYPN |  | GGNKQPGCPK |  | SIFSGIQFIK |
| CNHQRAVHLF |  | MASLETNCNF |  | ISFPCRSYKD |  | YKTSLCVDCD |  | CFKEKSCPRL |
| GYQAKLFKGV |  | LKERMEGRPL |  | RTTVFLDTSG |  | TYPFCTYYFV |  | LSIIVPDKTM |
| MDGSFSFKLL |  | NQLGMIEEPR |  | LYEKNKPFYK |  | LQEVKILAQF |  | YNDFVNISSI |
| GLTYFQSSNL |  | QCSTCTYKIQ |  | RLMLKSLTYP |  | ERPPLCRYNI |  | VLKDREEVFL |
| NPNTCTPKNT |  |            |  |            |  |            |  |            |

A: Аланін

C: Цистеїн

D: Аспарагінова кислота

E: Глутамінова кислота

F: Фенілаланін

G: Гліцин

H: Гістидин

I: Ізолейцин

K: Лізин

L: Лейцин

M: Метіонін

N: Аспарагін

P: Пролін

Q: Глутамін

R: Аргінін

S: Серин

T: Треонін

V: Валін

W: Триптофан

Кодований геном білок за функцією належить до гідролаз. 
Задіяний у таких біологічних процесах, як метаболізм ліпідів, деградація ліпідів, альтернативний сплайсинг. 
Білок має сайт для зв'язування з молекулою гепарину. 
Локалізований у мембрані.
Також секретований назовні.